# Leptacis upoluensis
Leptacis upoluensis är en stekelart som beskrevs av David Timmins Fullaway 1939. 
Leptacis upoluensis ingår i släktet Leptacis och familjen gallmyggesteklar. Inga underarter finns listade i Catalogue of Life.